# ブラック・アンド・デッカー
ブラック・アンド・デッカー（Black+Decker、NYSE：BDK）はアメリカ合衆国の電動工具メーカー。オレンジ色と黒で統一されたコードレスドリルなどの製品で有名。
親会社は、2010年に、スタンレー・ハンド・ツール（以下スタンレー）と合併しスタンレー・ブラック＆デッカーとなる。

## 概要

2014年まで使用されていた旧ロゴ

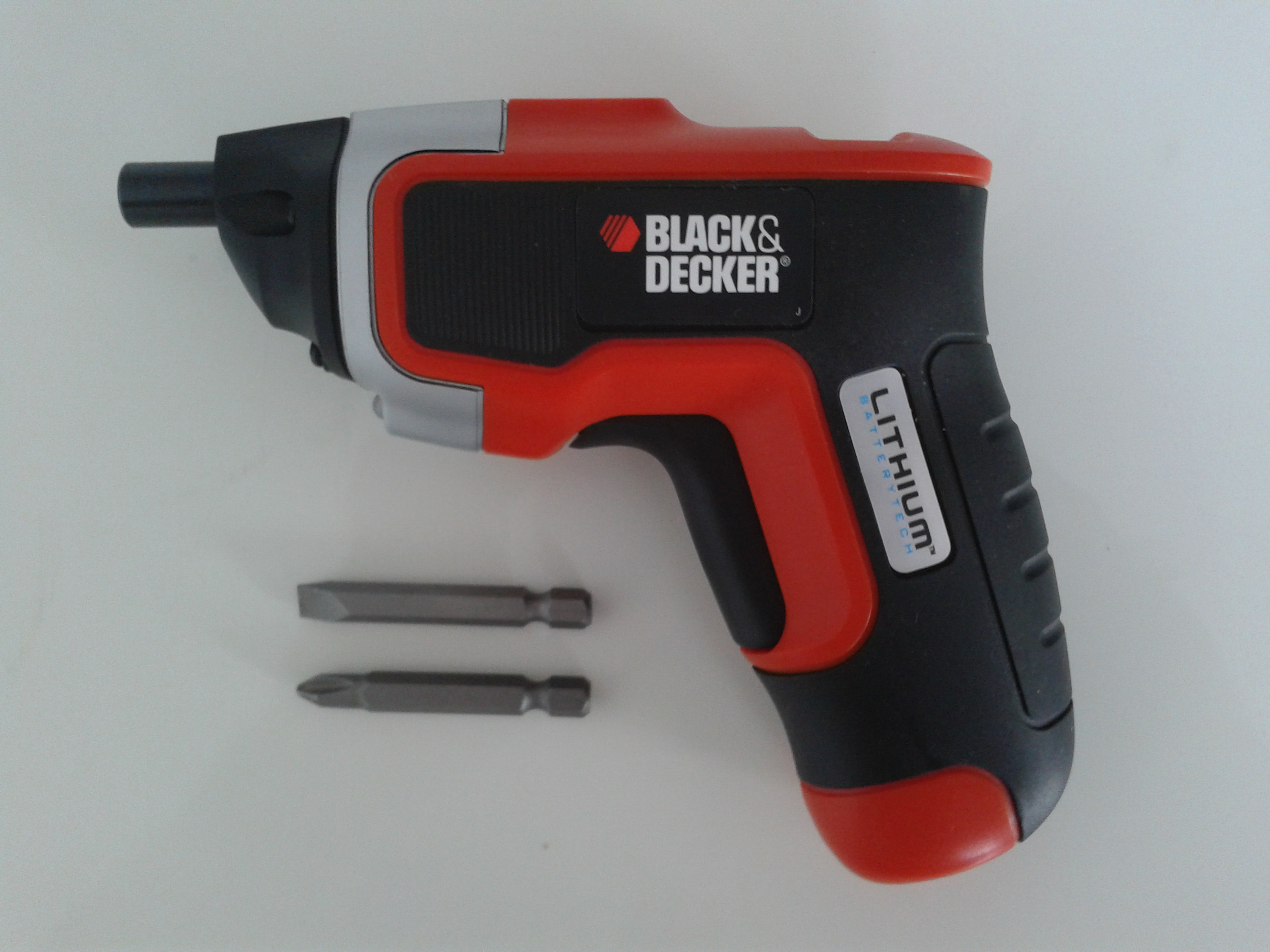
ブラック・アンド・デッカー製のドリル

メリーランド州ボルチモアでS・ダンカン・ブラック（S. Duncan Black）とアロンゾ・G・デッカー（Alonzo G. Decker）がミルクのボトルキャップ製造機の工場を設立したのが始まりである。
1916年に世界で初めて発明したピストルグリップ型電動ドリルは、当時機械加工と言えば大型の固定機械しかなく固定電動工具を持ち運びが出来るようにした革新的な発明であった。この電動ドリルの設計思想が現在の電動工具の礎になっている。
1925年に専用バスによる販売業者向けデモツアーを開催、アメリカのツールメーカーが築いたバンセールの原点的な行為をしている。
2010年に、スタンレーと合併してスタンレー・ブラック&デッカーとなる。
日本国内では、本社の100%子会社であるポップリベット・ファスナー株式会社が輸入・販売している。

## 歴史
- 1910年、S・ダンカン・ブラックとアロンゾ・G・デッカーによって設立される。[2]
- 1916年、世界で初めてピストルグリップ式ポータブル電動ドリルを開発、トリガースイッチの特許を取得する。
- 1936年、ニューヨーク証券取引所に上場する。
- 1946年、世界初の家庭用電動ドリルを発売、"Do-It-Yourself（DIY）"を合言葉に、アメリカの家庭に日曜大工を普及させる。
- 1957年、電動芝刈り機と植木バリカンを発売、ガーデニング分野に進出する。
- 1960年、同じ電動工具メーカーのデウォルトを買収する。
- 1961年、世界初のニッカド電池を電源とした電動コードレスドリルを開発する。
- 1971年、アポロ15号の月面着陸時に、ブラック・アンド・デッカーのNASA特注仕様のコードレスドリルが月からのサンプル回収に使用される。
- 1979年、コードレスハンディクリーナーを発売。クリーニング分野に進出する。
- 1994年、異種製品間での互換性を持ったバッテリーと充電器のセットを導入する。
- 1996年、3in1のサンダーを開発する。
- 1998年、バッテリー式の多機能工具（機能部分と駆動部分を色々と組み合わせて使用できる）を多く開発する。
- 2000年、ハンドソーを開発する。
- 2002年、バッテリー式ポリッシャーを開発する。
- 2010年、コードレスサイクロンハンディクリーナーを開発する[3]。
- 2014年、BLACK&DECKERからBLACK+DECKERにリブランド。同時にロゴも一新。ボルトを図案化した六角形のマークを廃し、変化を意味する「＋」の記号のほかは文字だけというデザインとなった[4]。